# Sender Hof (Hohensaas)
Der Sender Hof (Hohensaas) war ein 1978 errichteter und 2018 gesprengter Mittelwellensender des Bayerischen Rundfunks für Hörfunk.

## Standort
Der Standort der Senderanlage war das namensgebende Gewerbegebiet Hohensaas am westlichen Stadtrand von Hof (Saale) in der Nähe der Bundesstraße 15 in Richtung Wölbattendorf, etwa vier Kilometer westlich der Hofer Innenstadt. Die Sendeanlage stand direkt neben der Wetterstation des Deutschen Wetterdiensts an der Straßenecke An der Hohensaas/Hohe Straße gegenüber dem Bauhof des Landkreises Hof.
Als Antennenträger kam seit 1999 ein 74 Meter hoher obengespeister Stahlfachwerkmast zum Einsatz. Er entsprach von der Art und Weise her den Sendemasten der Langwellensender Aholming und Donebach.
Da der Sendemast die technischen Anlagen der Bundeswehr in der nahen Hochfranken-Kaserne störte, sprengte am Morgen des 28. Oktober 2018 im Auftrag des Bayerischen Rundfunks eine Spezialfirma kontrolliert den Mast. Im Anschluss erfolgte der weitere Rückbau.

## Programmgeschichte
Der Sender wurde als Kleinsender für die Region Hof (Saale) zur Einführung des Genfer Wellenplans am 23. November 1978 auf der Frequenz 520 kHz, welche unterhalb des eigentlichen Mittelwellenbandes liegt, in Betrieb genommen. Bis 1991 wurde generell das Programm Bayern 1 ausgestrahlt. Von Mai 1991 bis August 2000 wurde das Nachrichtenprogramm B5 aktuell ausgestrahlt. Danach wurde bis Oktober 2007 wieder Bayern 1 abgestrahlt. Danach erfolgte ein Wechsel zum neuen Jugendprogramm Bavarian Open Radio, welches am 5. Mai 2008 in on3-radio umbenannt wurde. Dies wurde bis zum 10. Januar 2011 beibehalten. Seitdem wurde die Schlager- und Volksmusikwelle Bayern plus bis zum 30. September 2015 ausgestrahlt.
Von Anfang 2015 bis zum 24. November 2016 wurde der Standort auch zur Ausstrahlung von DAB genutzt, wobei nur das Ensemble des Bayerischen Rundfunks auf Kanal 11D verbreitet wurde.

## Frequenz, Sendeleistung und Versorgungsgebiet
Seit dem Genfer Wellenplan von 1978 wurde auf der Frequenz 520 kHz, mit einer Sendeleistung von 0,2 Kilowatt EMRP gesendet. Weil diese Frequenz außerhalb des offiziellen Mittelwellenbereichs liegt, war er praktisch der einzige Sender auf dieser Frequenz, so dass er gut für Ausbreitungstests im Mittelwellenbereich genutzt werden konnte. Im Jahr 1999 fand die Errichtung des neuen 74 Meter hohen neuen Sendemasts statt, wofür der nicht mehr benötigte Reflektormast des Sender Ismaning abgebaut und in Hof wieder aufgebaut wurde. Da aber viele moderne Radios die bisherige Frequenz des Hofer Senders 520 kHz, welche nicht im offiziellen Mittelwellenband liegt, nicht mehr empfangen konnten, erfolgte im Zuge des Neubaus eine Frequenzänderung auf 729 kHz. Dafür wurde der Sender für einige Wochen abgeschaltet. Bei der Wiederinbetriebnahme musste der Sender am Nachmittag des 17. Dezember 1999 wegen starker Leistungsschwankungen wieder abgeschaltet werden. Seit dem 20. Dezember 1999 sendete er nun konstant auf der neuen Frequenz. Am 30. September 2015 um 12:45 erfolgte die endgültige Abschaltung aller bayerischen MW-Sender. Der Sender Hof (Hohensaas) sendete mit dem Sender Würzburg (Frankenwarte), wie auch schon zuvor, auf gleicher Frequenz im Gleichwellenbetrieb.
Das Versorgungsgebiet erstreckte sich auf das Stadtgebiet von Hof (Saale) und auf Teile der Landkreise Hof, Vogtland (Sachsen) und Saale-Orla (Thüringen).

## Bilder

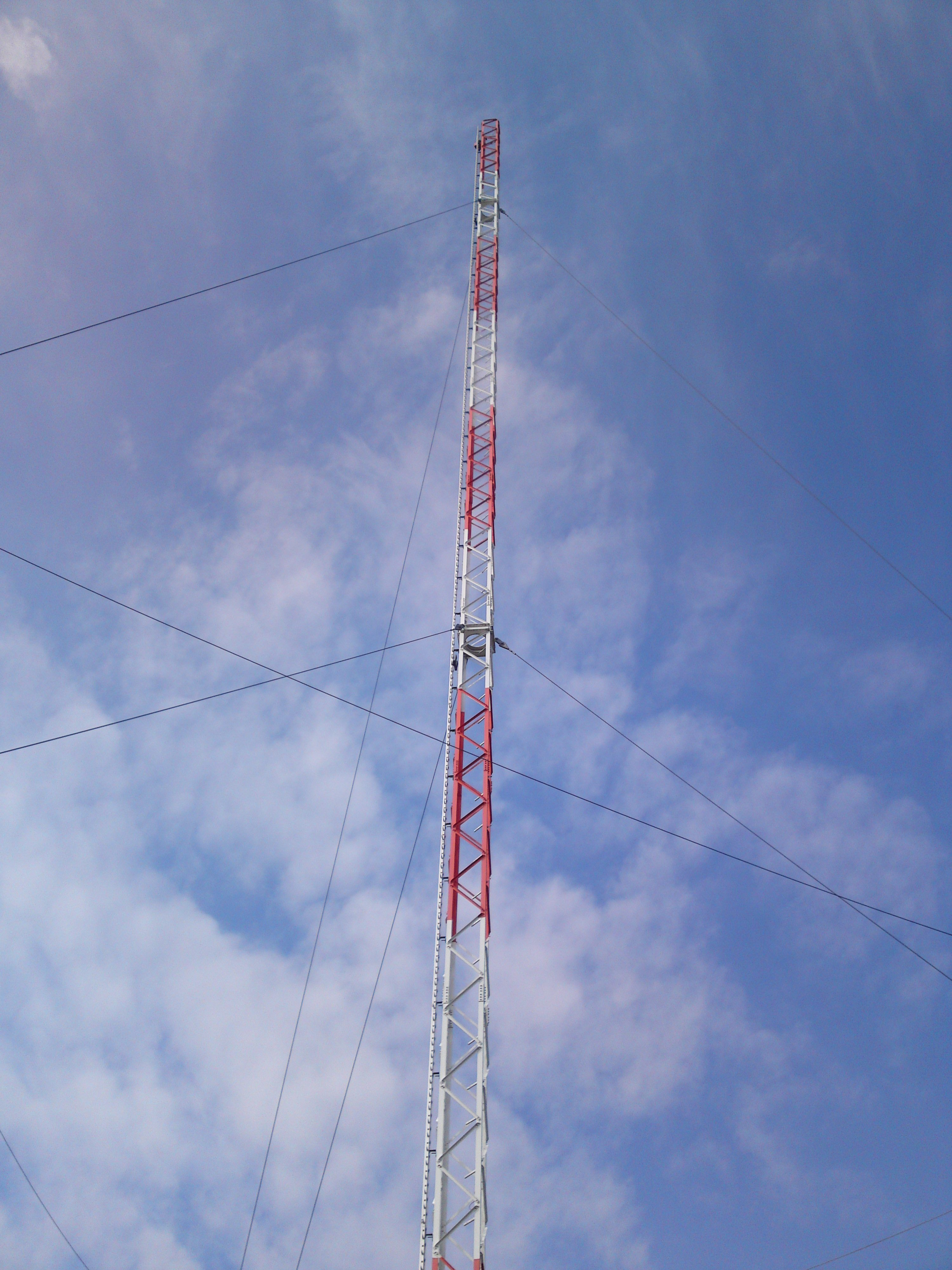
Spitze des Sendemastes
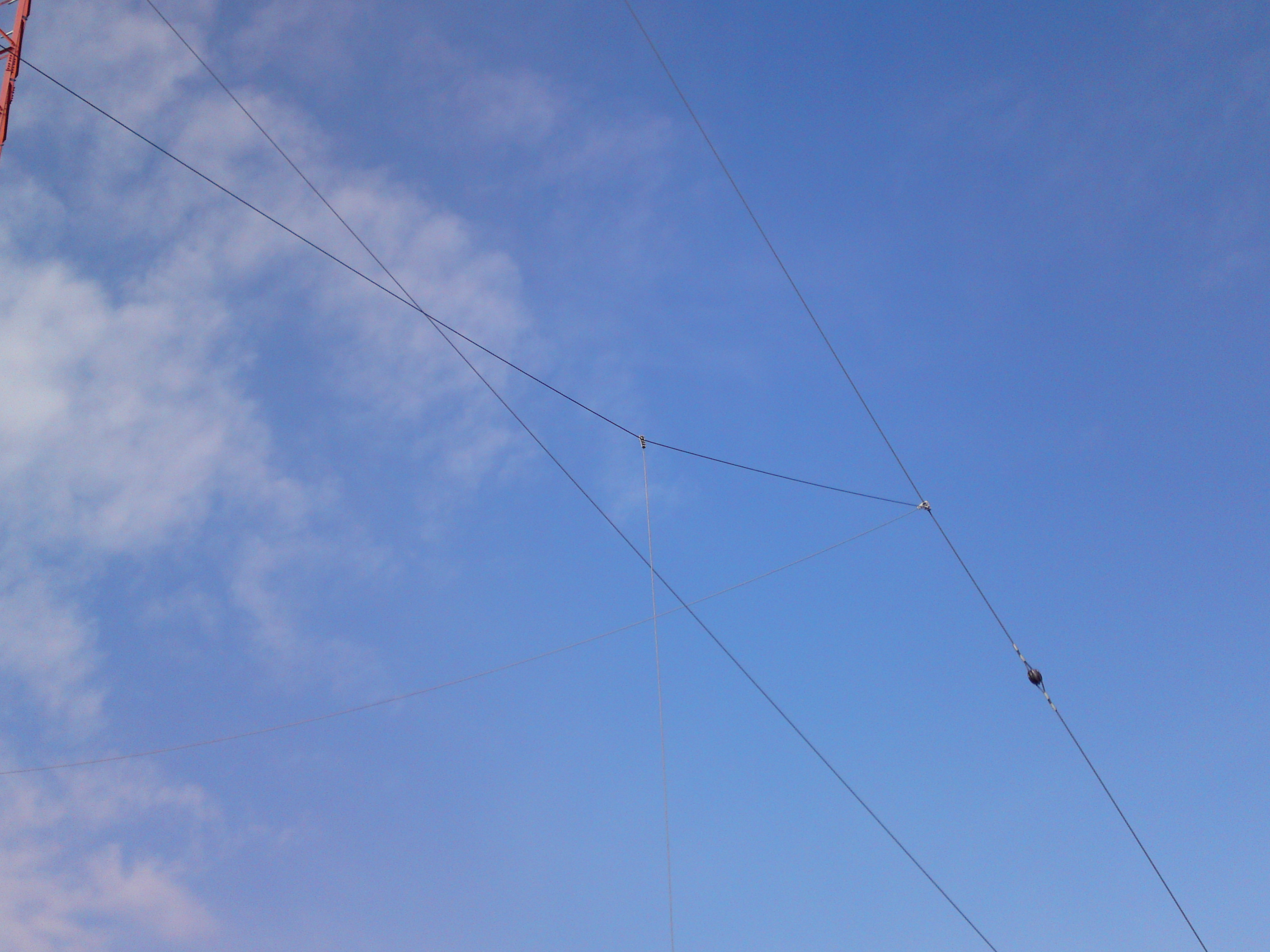
Signalzuleitung zum Sendemast
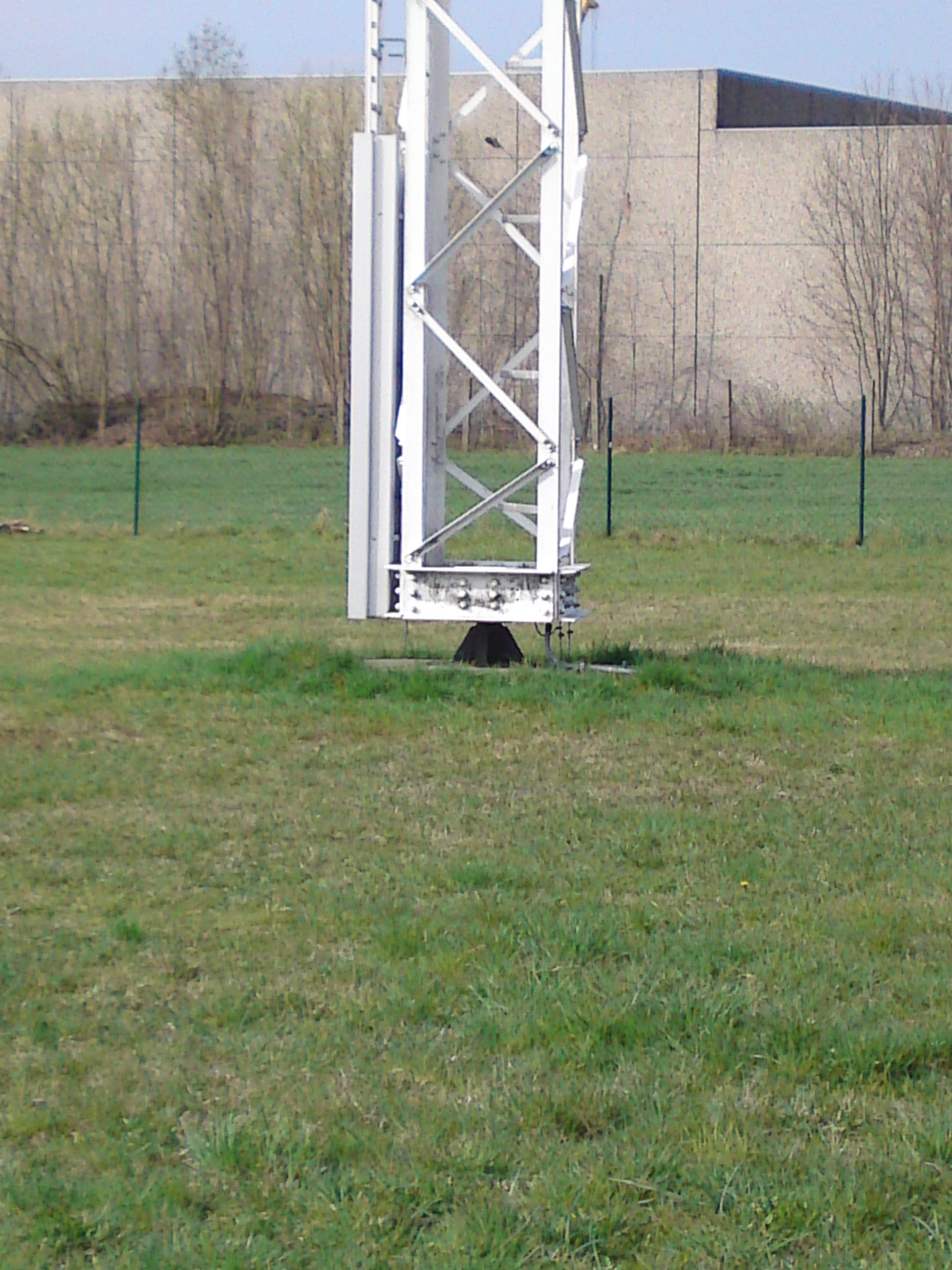
Mastfuß des Sendemastes
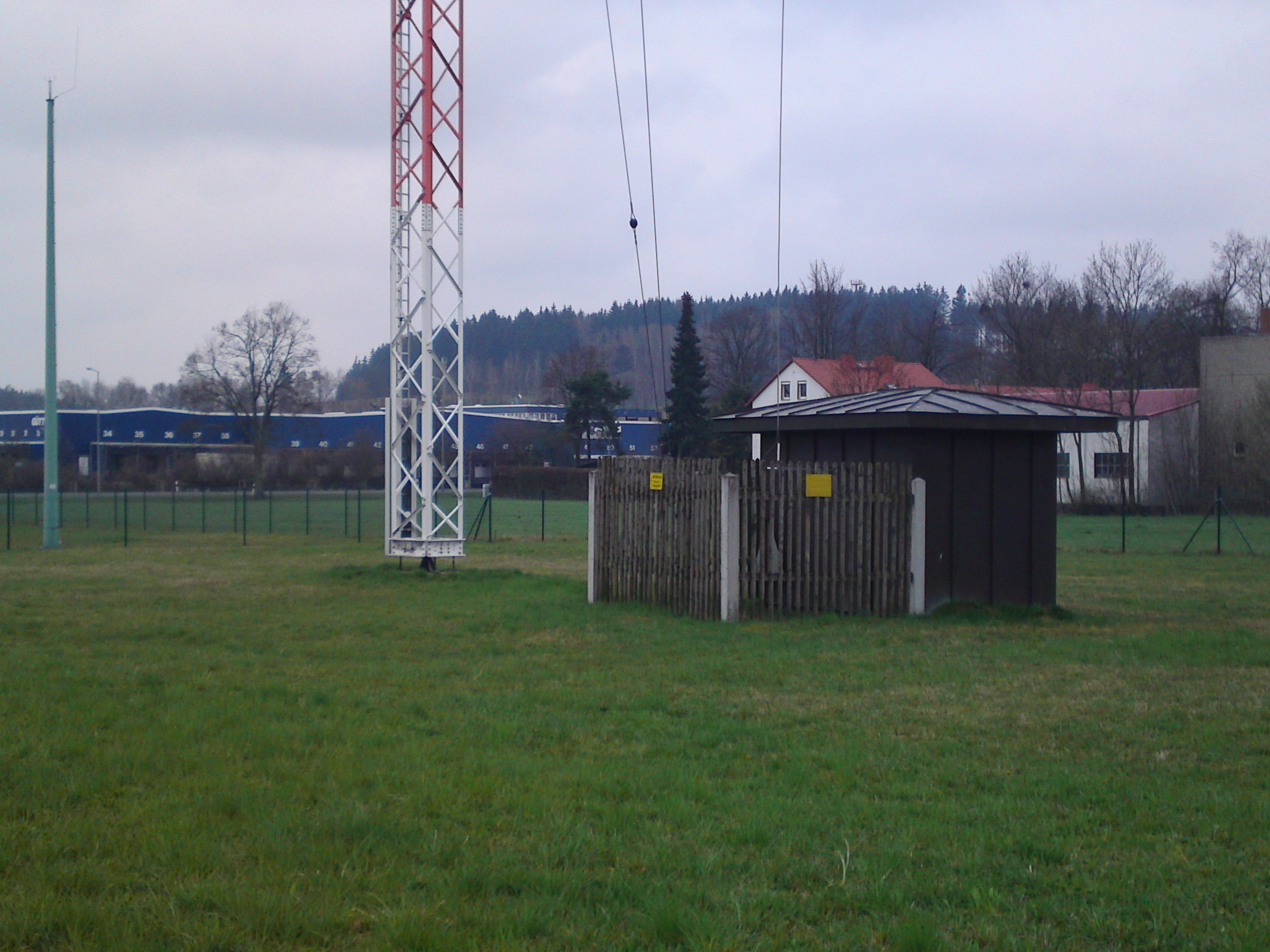
Senderhaus des Senders Hof (Hohensaas)
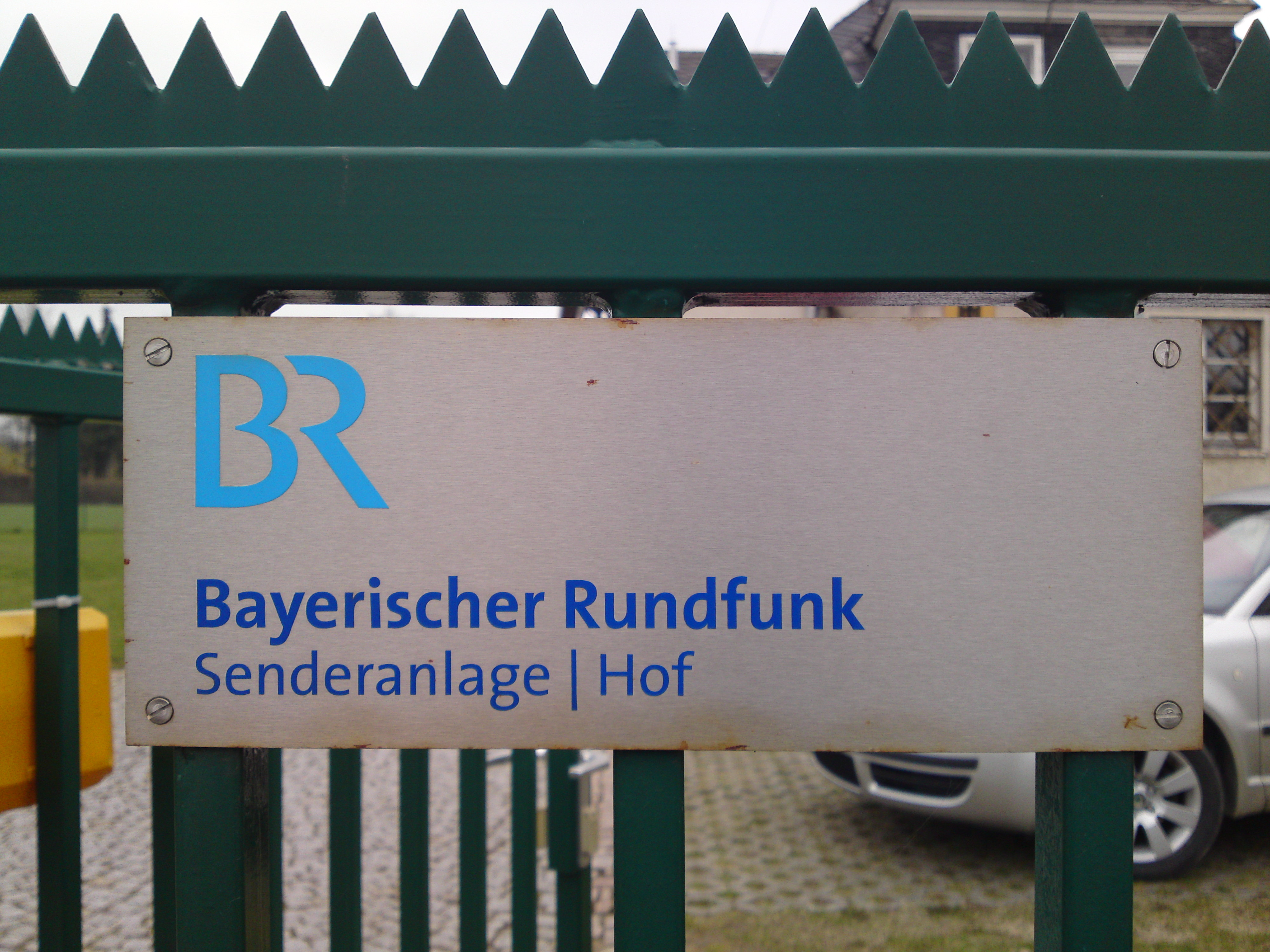
Informationsschild des Bayerischen Rundfunks
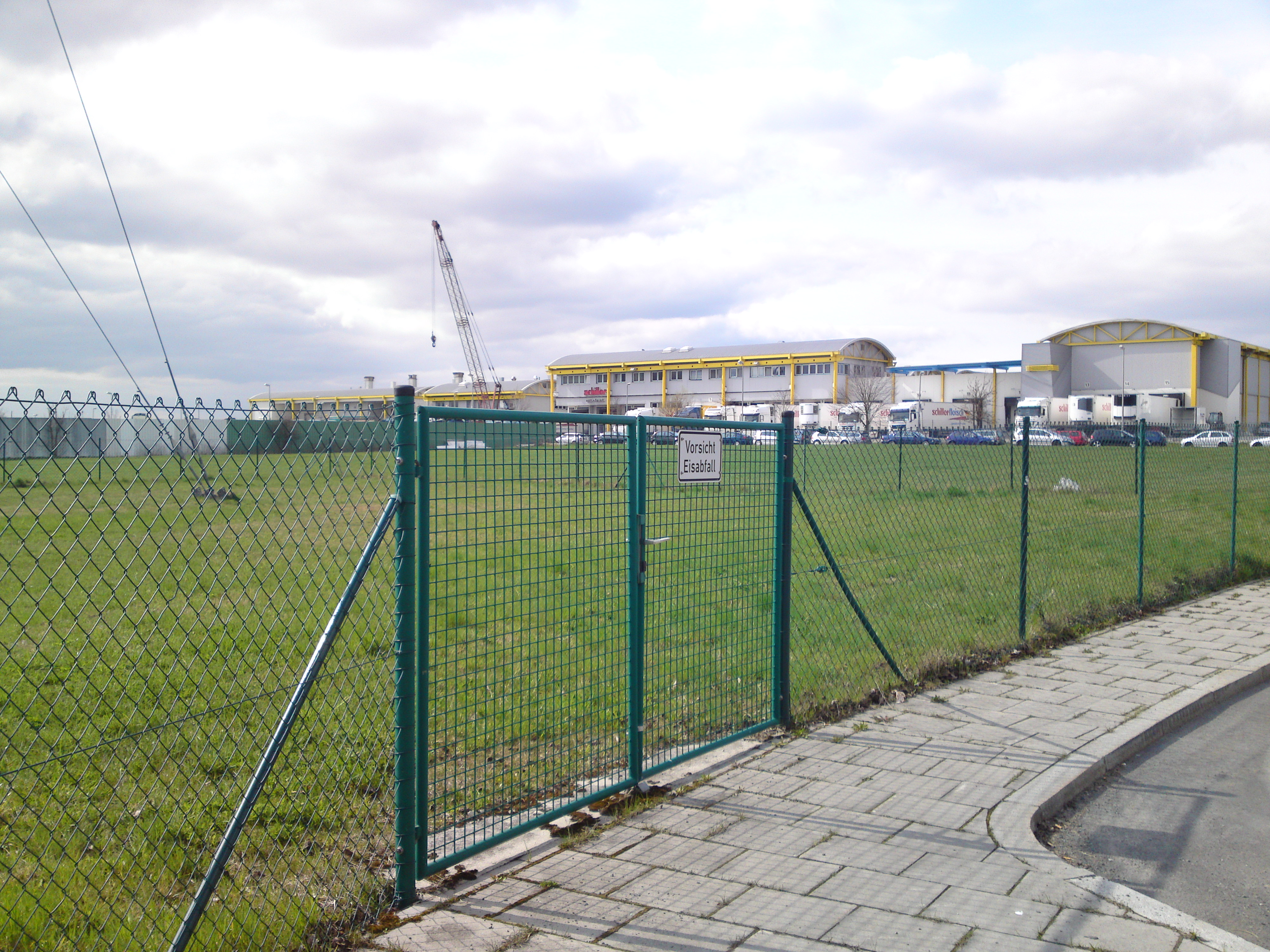
Eingangstor zum Sender Hof (Hohensaas)
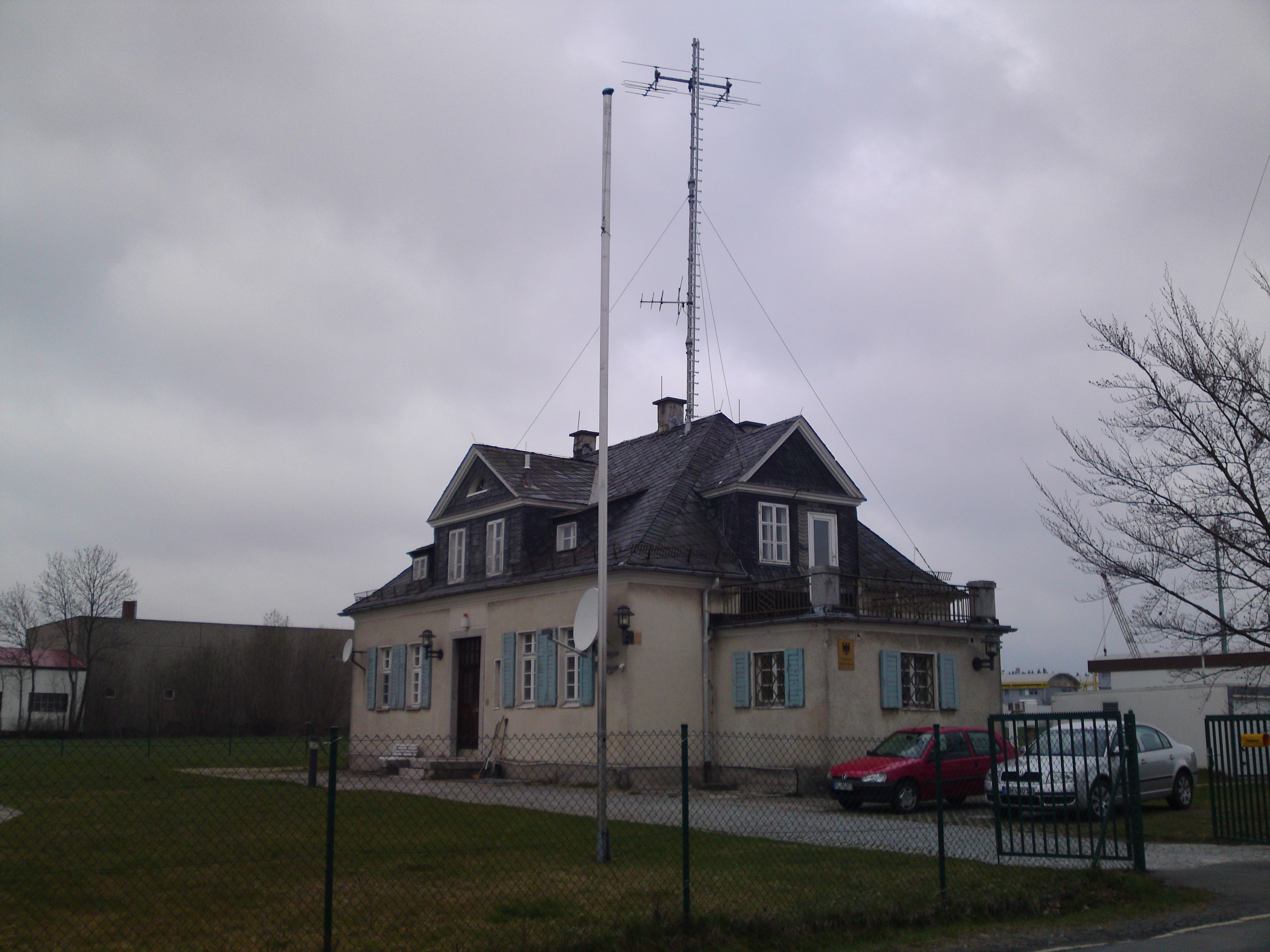
Gebäude des Deutschen Wetterdienstes neben dem Sender
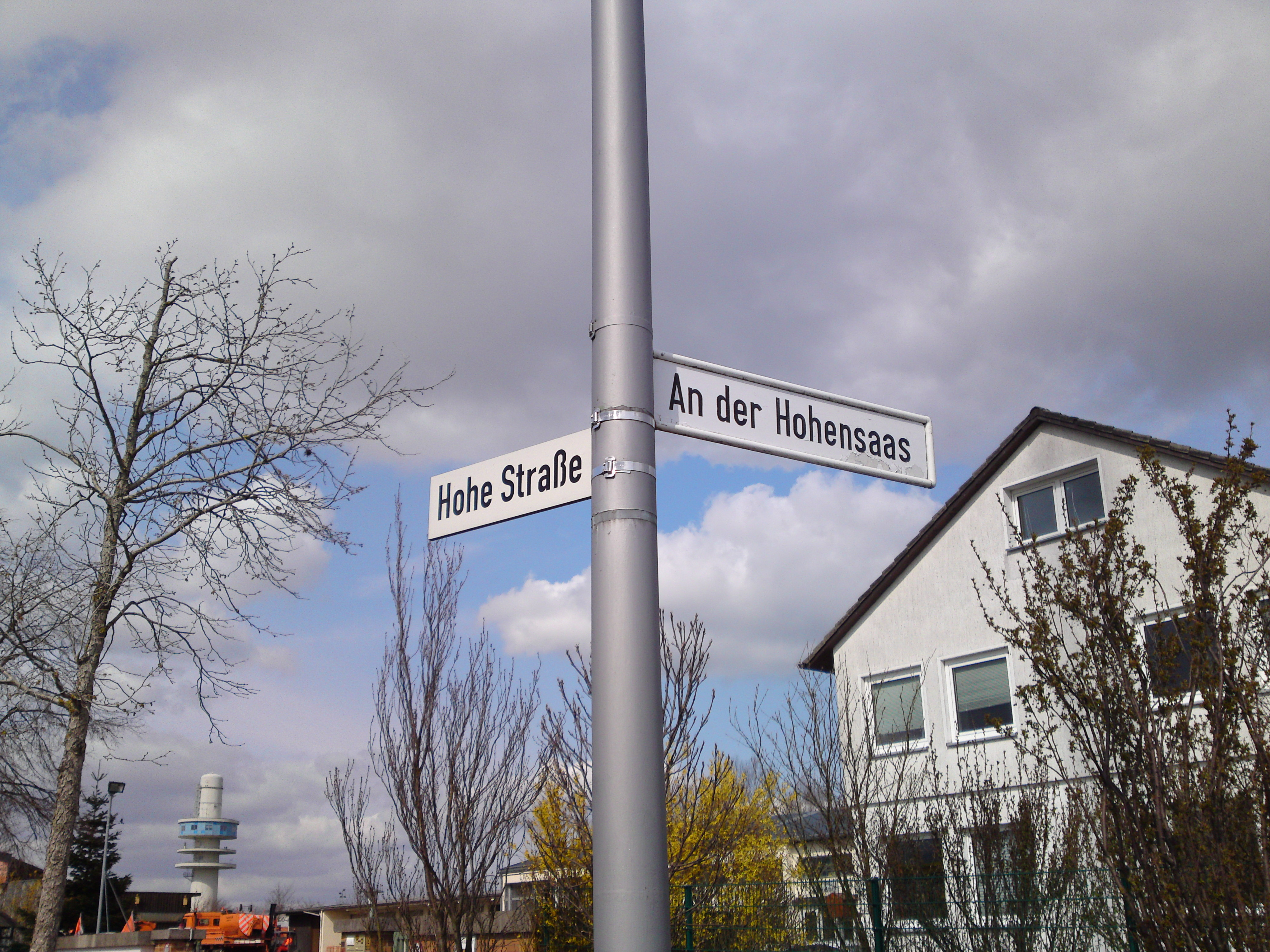
Straßenecke Hohe Straße/An der Hohensaas